# La Terrasse des Bernardini
La Terrasse des Bernardini est un roman de Suzanne Prou publié en 1973 aux éditions Calmann-Lévy et ayant reçu le prix Renaudot la même année.

## Éditions
- La Terrasse des Bernardini, éditions Calmann-Lévy, 1973,  (ISBN 978-2702107232).